# Barck (grevlig ätt)

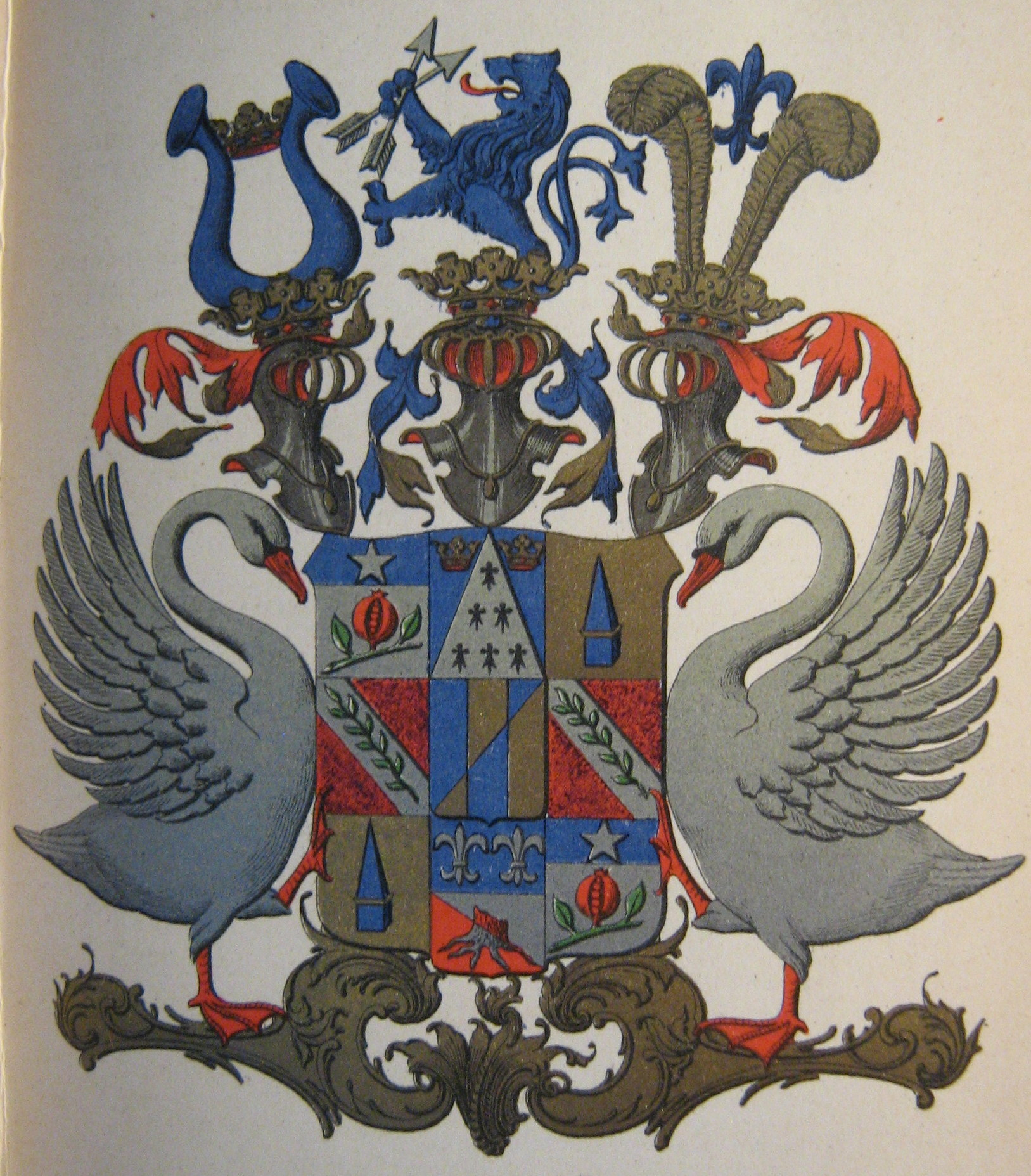
Grevliga ätten Barcks vapen.

Barck, tidigare Bark, var en svensk grevlig ätt från Västmanland som introducerades vid Riddarhuset år 1743. Den utgick på svärdssidan år 1930.
Stamfader för ätten Barck är klockaren Per Larsson i Västra Fernebo. Hans son Laurentius Petri Ferneboensis (1601–1673) var kyrkoherde och prost i Söderbärke och Stora Tuna socken. Dennes hustru Anna Blackstadia var dotter till kyrkoherden Laurentius Blackstadius. Deras barn upptog namnet Barchius efter Söderbärke; bland deras ättlingar finns biskop Nils Barchius.
Ett av dessa barn, Samuel Barck, blev efter en tid vid Riksarkivet värvad av utrikesexpeditionen och sedermera hovråd och sist riksråd. Han adlades 1705, upphöjdes till friherre 1719, och sedan greve år 1731. Han introducerades både som friherre och greve, men när han introducerades som greve år 1743 på nummer 81, utgick den friherreliga ätten nr 162.
Samuel Barck var gift med Samuel Göthes dotter Anna Elisabeth. De fick många barn. Döttrarna gifte sig Grubbe och Modée. En son, Carl Gustaf, var överstelöjtnant men barnlös, och Ulrik var riksråd och gifte sig med Fredrik I:s officiella älskarinna, den romersk kejserliga riksgrevinnan, friherrinnan Catharina Ebba Horn af Åminne, men äktenskapet var barnlöst.
Ätten fortlevde på svärdssidan med Nils Barck som var envoyé och hovkansler. Under tiden som diplomat i Wien gifte han sig med Maria von Diedrichstein. Deras äldsta dotter gifte sig med en romersk kejserlig diplomat, Franz von Svietetsky, och hennes enda yngre syster gifte sig med överstelöjtnanten och riddaren Carl Wilhelm Baumann. Ätten fortlevde med den enda sonen Nils Anton Augustin Barck, som blev diplomat som fadern.

## Personer tillhöriga ätten Barchius/Barck
- Laurentius Barchius (1644–1684), kyrkoherde i Söderbärke, son till Laurentius Petri Ferneboensis
- Nicolaus Barchius (1676–1733), biskop, son till Laurentius Barchius
- Samuel Barck (1662–1743), ämbetsman och politiker, bror till Laurentius Barchius
- Nils Barck (1713–1782), diplomat och politiker, son till Samuel Barck
- Ulrik Barck (1718–1772), riksråd och greve, bror till Nils Barck (1713–1782)
- Nils Barck (1760–1822), greve och ämbetsman, son till Nils Barck (1713–1782)
- Nils Anton Barck (1789–1856), greve, militär och hovman, son till Nils Barck (1760–1822)
- Nils Barck (1820–1887) greve och underlöjtnant, son till Nils Anton Barck
- Joachim Barck (1823–1875), greve och militär, son till Nils Anton Barck
- Nils Barck (1863–1930), greve och konstnär, son till Joachim Barck